# Jakob Brendel
Jakob Brendel (* 18. September 1907 in Speyer; † 2. Februar 1964 in Nürnberg) war ein deutscher Ringer.

## Leben
Brendel gehörte von 1929 bis 1938 der absoluten Weltklasse im Bantamgewicht an. Dabei verzeichnete er seine großen Erfolge abwechselnd in beiden Stilarten (griechisch-römisch und Freistil). Mit dem Ringersport hatte er beim Arbeiter-Athletenbund Deutschlands (AABD) begonnen und wurde in diesem Verband 1929 deutscher Bundessieger. 1929 wechselte er aus wirtschaftlichen Gründen von Speyer nach Nürnberg und trat dem ASC Sandow Nürnberg bei, womit auch ein Verbandswechsel vom AABD zum DASV von 1891 verbunden war. Später wechselte er vom ASC Sandow Nürnberg zum SC 1904 Maxvorstadt Nürnberg. Er nahm an zwei Olympischen Spielen und vier Europameisterschaften teil und gewann – mit einer Ausnahme – bei jeder dieser Veranstaltungen eine Medaille. Alle Erfolge erzielte er im Bantamgewicht. Sein früher Tod mit schon 56 Jahren kam überraschend.

## Internationale Erfolge
| Jahr | Platz  | Wettbewerb                                   | Stil | Gewichtsklasse | Ergebnisse |
| 1929 | 1.     | Intern. Turnier in Kopenhagen                | GR   | Bantam         | vor Daniel Schapiro und Erland Nielsen, beide Dänemark |
| 1930 | 2.     | EM in Stockholm                              | GR   | Bantam         | nach Siegen über Urho Pappinen, Finnland, Ragnvald Moe, Norwegen, Johan Pontson, Estland und László Szekfü, Ungarn und einer Niederklage gegen Herman Tuvesson, Schweden |
| 1930 | 2.     | Intern. Ungarische Meisterschaft in Budapest | GR   | Bantam         | hinter László Szekfü und vor Imrei und Gyarmati, alle Ungarn |
| 1932 | Gold   | OS in Los Angeles                            | GR   | Bantam         | mit Siegen über Aatos Jaskari, Finnland, Georgios Zervinis, Griechenland, Herman Tuvesson, Schweden und Marcello Nizzola, Italien |
| 1933 | 6.     | EM in Helsinki                               | GR   | Bantam         | nach Niederlagen gegen Robert Voigt, Dänemark und Herman Tuvesson |
| 1934 | 2.     | Intern. Ringerturnier in Bremen              | F    | Bantam         | hinter Hermann Fischer, Deutschland, vor Antonin Nič, Tschechoslowakei und Julien Depuychaffray, Frankreich |
| 1935 | 3.     | EM in Brüssel                                | F    | Bantam         | nach Siegen über Duflos, Frankreich, Marcello Nizzola und Adolphe Lamot, Belgien und einer Niederlage gegen Márton Lőrincz, Ungarn |
| 1936 | Bronze | OS in Berlin                                 | GR   | Bantam         | nach einer Punktniederlage gegen Ferdinand Hýža, Tschechoslowakei, die allgemein als Fehlurteil angesehen wurde und Siegen über Väinö Perttunen, Finnland, Robert Voigt, Dänemark, Tojar, Rumänien und Egon Svensson, Schweden. Damit hatte er 5 Fehlpunkte und konnte gegen Márton Lőrincz aus Ungarn nicht mehr um die Goldmedaille kämpfen |
| 1937 | 1.     | EM in München                                | F    | Bantam         | nach Siegen über Walter Wenger, Schweiz, Miliam Maunala, Finnland und Herman Tuvesson |

## Länderkämpfe
Jakob Brendel vertrat Deutschland in acht Länderkämpfen und erzielte dabei sechs Siege. Er schlug dabei so bekannte Ringer wie Erland Nielsen und Hermann Andersen, Dänemark, Antonín Nič, Tschechoslowakei und Karl Mezulian, Österreich.

## Deutsche Meisterschaften
| Jahr | Platz | Verband | Stil | Gewichtsklasse | Ergebnis                                                           |
| 1929 | 1.    | AAB     | GR   | Bantam         |                                                                    |
| 1929 | 1.    | DASV    | GR   | Bantam         | vor Hermann Fischer, Cannstatt und E. Anschütz, Zella-Mehlis       |
| 1930 | 1.    | DASV    | GR   | Bantam         | vor Hermann Fischer und Fritz Ostermann, Saarbrücken               |
| 1931 | 2.    | DASV    | GR   | Bantam         | hinter Hermann Fischer, Zweibrücken und vor Peter Merscheidt, Köln |
| 1934 | 2.    | DASV    | F    | Bantam         | hinter Hermann Fischer, vor F. Borowski, Darmstadt                 |
| 1935 | 1.    | DASV    | GR   | Bantam         | vor Willi Möchel, Köln und Johannes Herbert, Stuttgart             |
| 1936 | 2.    | DASV    | GR   | Bantam         | hinter Justin Gehring, Ludwigshafen und vor Johannes Herbert       |
| 1936 | 1.    | DASV    | F    | Bantam         | vor Willi Möchel und Johannes Herbert                              |
| 1937 | 1.    | DASV    | F    | Bantam         | vor Willi Möchel und Ferdinand Schmitz, Köln                       |

Erläuterungen
- AAB = Arbeiter-Athleten-Bund, DASV = Deutscher Athletik-Sport-Verband von 1893
- GR = griechisch-römischer Stil, F = freier Stil
- OS = Olympische Spiele, EM = Europameisterschaft
- Bantamgewicht, damals bis 56 kg Körpergewicht